# Eleonore Kastner
Eleonore Maria Theresia Kastner, geborene Sepp, bekannt als Oma Ella, (* 7. Januar 1910 in Kelheim; † 27. Januar 2015 in Beeskow) war eine deutsche Friseurin, die im Alter häufig in diversen Medien erwähnt wurde, weil sie regelmäßig auch mit über 100 Jahren etwa Besucherin des Kölner Karnevals oder des Münchener Oktoberfestes war – hier galt sie als die älteste Besucherin. Ihre Friseurkunst stellte sie noch 2012 im Alter von 102 Jahren unter Beweis, als sie im historischen Friseursalon in Altenburg einen örtlichen Stadtrat frisierte.

## Leben
Kastner wuchs bis zu ihrem neunten Lebensjahr in Kelheim auf, wo ihre Eltern ein Kalkwerk besaßen. Danach zog sie nach Amberg; zuletzt wohnte sie bei einem ihrer Enkel in Berlin-Reinickendorf. Sie hatte vier Kinder, von denen sie drei überlebte. Außerdem hatte sie fünf Enkel, acht Urenkel und zwei Ururenkel. Seit 1988, als ihr Mann starb, war sie häufig auf Reisen: Sie war in Indien, China, Thailand, Indonesien, Bhutan, den USA und auf den Bahamas sowie in fast allen Ländern Europas.
Die Tatsache, dass sie als über Hundertjährige Großveranstaltungen wie den Eurovision Song Contest oder das Münchner Oktoberfest besuchte, fand breite Beachtung in den Medien. Auch aufgrund der medialen Aufmerksamkeit traf Kastner bis zu ihrem Tod im Januar 2015 immer wieder mit zahlreichen Personen der Zeitgeschichte zusammen. Durch regelmäßige Berichte in Boulevardmedien erlangte sie eine gewisse regionale Bekanntheit.
Sie war regelmäßige Besucherin des Eurovision Song Contests, und sie war seit 2011 Ehrenmitgliedschaft des Eurovision-Clubs. Sie war oft hinter der Bühne dabei und trat 2012 gemeinsam mit den russischen Babuschkis (sie wurden Zweitplatzierte) für das russische Fernsehen auf. Auch 2013 in Malmö war sie Ehrengast gemeinsam mit der ältesten lebenden Siegerin des ESC, Lys Assia. Im Jahr 2014 schließlich traf sie mehrmals die Siegerin Conchita Wurst, welche sie bereits für den ESC 2015 in Wien eingeladen hatte. Am 26. November 2014 wurde sie mit dem smago! Award als ältester aktiver Schlagerfan ausgezeichnet.
Kastner besuchte im Jahr 2011 das Königreich Bhutan, wo sie von Vertretern des Außenministeriums empfangen wurde. Während des zehntägigen Aufenthalts traf sie sowohl den Premierminister von Bhutan als auch die Königin des Landes, von der sie zu einer Privataudienz eingeladen worden war. Im August 2014 war sie Ehrengast beim Fürstenfest im Fürstentum Liechtenstein und wurde von Fürst Adam und dem amtierenden Fürsten Alois begrüßt. Im August 2014 wurde sie vom Dalai Lama anlässlich seines Besuchs in Hamburg persönlich empfangen und gesegnet.
„Oma Ella“ starb in der Nacht auf den 27. Januar 2015 in einem Krankenhaus im brandenburgischen Beeskow im Alter von 105 Jahren. Zum Zeitpunkt ihres Todes war sie die älteste lebende Kelheimerin. Weiterhin war sie eines der ältesten Facebook-Mitglieder und daher auch in den USA bekannt.